# سیدی علوان
سیدی علوان (به عربی: سیدی علوان) یک منطقهٔ مسکونی در تونس است که در استان مهدیه واقع شده‌است. سیدی علوان ۷٬۶۱۰ نفر جمعیت دارد.